# 神山孝夫
神山 孝夫（かみやま たかお、1958年 - ）は、日本の言語学者、大阪大学教授。

## 経歴
1981年東京外国語大学外国語学部卒。1983年同大学院外国語学研究科修士課程修了。大阪外国語大学外国語学部教授、大阪大学文学研究科・文学部教授を経て大阪大学人文学研究科・文学部教授。「印欧祖語母音組織の研究：研究史要説と試論」で博士（文学）（東北大学）。印欧語比較言語学と英独仏露語史等、ヨーロッパ諸語を中心とした歴史言語学、ならびに日欧対照音声学専攻。2016年1月～2017年12月、日本歴史言語学会会長。

## 著書
- 『市河三喜伝：英語に生きた男の出自、経歴、業績、人生』研究社　2023.

### 編著
- 『ロシア語アクセント研究』 大阪外国語大学学術研究双書　1990、新版2023．
- 『日欧比較音声学入門』 鳳書房　1995．
- 『日本語話者のためのロシア語発音入門』 大阪外国語大学　2001。改訂版 大学教育出版　2004．
- 『印欧祖語の母音組織：研究史要説と試論』 大学教育出版　2006．
- 『脱・日本語なまり：英語(+α)実践音声学』 大阪大学出版会 大阪大学新世紀レクチャー　2008、新版2019．
- 『ロシア語音声概説』 研究社　2012．
- 『ソシュールと歴史言語学』（神山孝夫編、町田健、柳沢民雄と共著） 大学教育出版　歴史言語学モノグラフシリーズ1　2017.

### 翻訳
- アンドレ・マルティネ 『「印欧人」のことば誌：比較言語学概説』 ひつじ書房　言語学翻訳叢書　2003.

Des steppes aux océans ― L'indo-européen et les « Indo-Européens » の邦訳
- 国際音声学会編 『国際音声記号ガイドブック：国際音声学会案内』 竹林滋と共訳編　大修館書店　2003.

## 論文
- <神山孝夫